# Adrian Monger
Adrian Monger (anglès: Adrian Calero Monger)  (Mount Lawley, 6 de desembre de 1932 - Perth, 9 de juliol de 2016) fou un remer australià que va competir durant la dècada de 1950.
De jove va practicar l'atletisme i la boxa, per centrar-se en el rem quan anà a estudiar a la Geelong Grammar School i al Trinity College de la Universitat de Melbourne. També va competir pel Mercantile Rowing Club. El 1956 va prendre part en els Jocs Olímpics d'Estiu de Melbourne, on guanyà la medalla de bronze en la prova del vuit amb timoner del programa de rem. El 1954 i 1956 també guanyà el campionat nacional australià.